# 스크리머스 (2006년 영화)
스크리머스(Screamers)는 영국에서 제작된 칼라 가라페디안 감독의 2006년 다큐멘터리 영화이다. 닉 드 그런왈드 등이 제작에 참하였다.

## 출연
- 서맨사 파워
- 세르지 탄키안
- 존 돌마얀
- 다론 말라키안
- 샤보 오다지안
- 헨리 모건소 3세
- 흐란트 딘크